# Torbiere del Lavaze'
Torbiere del Lavaze' este o arie protejată (arie specială de conservare — SAC, sit de importanță comunitară — SCI) din Italia întinsă pe o suprafață de 19 ha, integral pe uscat.

## Localizare
Centrul sitului Torbiere del Lavaze' este situat la coordonatele 46°21′24″N 11°29′11″E / 46.356667°N 11.486389°E.

## Înființare
Situl Torbiere del Lavaze' a fost declarat sit de importanță comunitară în octombrie 2010 pentru a proteja 6 specii de animale. Situl a fost protejat și ca arie specială de conservare în martie 2014.

## Biodiversitate
Situată în ecoregiunea alpină, aria protejată conține 11 habitate naturale: Mlaștini turboase de tranziție și turbării mișcătoare, Păduri alpine de Larix decidua și/sau Pinus cembra, Formațiuni ierboase bogate în specii de Nardus, dezvoltate pe substraturi silicioase în zone montane (și în zone submontane, în Europa continentală), Depresiuni pe substraturi de turbă de Rhynchosporion, Păduri acidofile de Picea de la nivel montan la nivel alpin (Vaccinio-Piceetea), Mlaștini împădurite, Liziere de ierburi înalte hidrofile de câmpie și de nivel montan până la alpin, Pajiști alpine și boreale, Turbării active, Mlaștini alcaline, Pajiști cu Molinia pe soluri calcaroase, turboase sau argilos-nămoloase (Molinion caeruleae).
La baza desemnării sitului se află mai multe specii protejate de  păsări (6): minunița (Aegolius funereus), ciocănitoare neagră (Dryocopus martius), ciuvică (Glaucidium passerinum), ciocănitoare de munte (Picoides tridactylus), silvie-mică (Sylvia curruca),  cocoș de munte (Tetrao urogallus)
Pe lângă speciile protejate, pe teritoriul sitului au mai fost identificate 20 de specii de plante, 3 specii de amfibieni, 5 specii de mamifere, 3 specii de reptile.